# NGC 2458
NGC 2458 é uma galáxia elíptica (E-S0) localizada na direcção da constelação de Lynx. Possui uma declinação de +56° 42' 39" e uma ascensão recta de 7 horas, 55 minutos e 51,6 segundos.
A galáxia NGC 2458 foi descoberta em 20 de Fevereiro de 1851 por William Parsons.